# Megapodius
Genre
Megapodius est un genre d'oiseaux de la famille des Megapodiidae.

## Distribution
Les espèces de ce genre se rencontrent en Océanie et en Asie du Sud-Est.

## Liste des espèces
Selon la classification de référence du Congrès ornithologique international (version 15.1, 2025) :
- Megapodius pritchardii Gray, GR, 1864 – Mégapode de Pritchard ;
- Megapodius laperouse Gaimard, 1823 – Mégapode de La Pérouse ;
- Megapodius nicobariensis Blyth, 1846 – Mégapode des Nicobar ;
- Megapodius cumingii Dillwyn, 1853 – Mégapode des Philippines ;
- Megapodius bernsteinii Schlegel, 1866 – Mégapode de Bernstein ;
- Megapodius tenimberensis Sclater, PL, 1883 – Mégapode des Tanimbar ;
- Megapodius freycinet Gaimard, 1823 – Mégapode de Freycinet ;
- Megapodius geelvinkianus Meyer, AB, 1874 – Mégapode de Geelvink ;
- Megapodius eremita Hartlaub, 1868 – Mégapode mélanésien ;
- Megapodius layardi Tristram, 1879 – Mégapode de Layard ;
- Megapodius decollatus Oustalet, 1878 – Mégapode de Nouvelle-Guinée ;
- Megapodius reinwardt Dumont, 1823 – Mégapode de Reinwardt.

Le Mégapode de Forsten (Megapodius forsteni) n'est plus reconnu comme une espèce mais est intégré au Mégapode de Freycinet (Megapodius freycinet).

## Publication originale
- Gaimard, 1823 :   Ferussac's Bulletin Général et Universel des Annonces et de Nouvelles Scientifiques, vol. 2.